# Саншайн-поп
Саншайн-поп (с англ. — «sunshine pop»), изначально называвшийся софт-поп (с англ. — «soft pop») или софт-рок (с англ. — «soft rock») — это форма поп-музыки, не имеющая чётких границ. В середине и конце 1960-х годов она ассоциировалась с ранними продюсерами и авторами песен в стиле софт-рок из Лос-Анджелеса, штат Калифорния. Его студийное звучание в основном опиралось на фолк-рок и лёгкую музыку и, как правило, отличалось богатым гармоничным вокалом и прогрессивными элементами, а в текстах сочетались идиллические образы с тонким пониманием социальных изменений, меланхоличными нотками и контркультурными темами. Это был один из доминирующих музыкальных стилей, который звучал на телевидении, в кино и рекламе той эпохи.
Отделившись от зарождающегося калифорнийского звучания, это движение изначально охватывало множество стилей и групп, которые просуществовали недолго, адаптируясь к меняющимся музыкальным тенденциям. В результате произошло смешение с бабблгам-музыкой, фолк-попом, гаражным роком, барокко-поп-музыкой и психоделией. Большинство групп были менее успешными подражателями таких коллективов, как The Mamas & the Papas под руководством Джона Филлипса и The 5th Dimension, чьи песни изначально писал Джимми Уэбб. Курт Беттчер спродюсировал множество ключевых альбомов для групп The Association, Eternity's Children, своей группы The Millennium и совместно с Гэри Ашером (Sagittarius). Хотя The Beach Boys редко обращались к этому стилю, продюсирование Брайаном Уилсоном их альбома Pet Sounds 1966 года оказало основополагающее влияние на эту среду, как и аранжировки Берта Бакарака.
К концу 1960-х годов у этого звучания появились региональные варианты: от The Free Design в Нью-Йорке до Pic-Nic в Испании, хотя большинству исполнителей было сложно добиться коммерческого успеха на фоне меняющихся тенденций в популярной музыке. В 1970-х годах такие группы, как The Carpenters и Fleetwood Mac, возвестили о новой волне софт-рока, успех которой затмил достижения многих более ранних коллективов. В 1990-х годах среди коллекционеров пластинок и музыкантов, особенно тех, кто был связан с токийской сценой сибуя-кэй, возродился интерес к «солнечной» поп-музыке, который изначально был вызван интересом японских фанатов. Особое влияние на этот интерес оказала работа Роджера Николса. Многие записи в стиле «солнечный поп» впоследствии были включены в антологии и переизданы такими лейблами, как Rhino (Come to the Sunshine), Collector’s Choice и Sundazed, а также инди-рок-сообществами, которые возродили популярность этого жанра.

## Происхождение и определение
Саншайн-поп зародился в Калифорнии, среди авторов и продюсеров поп-песен. Музыкальная сцена Западного побережья середины и конца 1960-х годов стала благодатной почвой для студийных поп-музыкантов, экспериментировавших с рок-музыкой, фолком и психоделикой. Такие артисты, как Брайан Уилсон, лидер группы The Beach Boys, и Джон Филлипс, лидер группы The Mamas & the Papas, сыграли ключевую роль в формировании поп-культуры той эпохи, сочетая идеалистические темы с нотками меланхолии . Эти новаторы, а также менее известные исполнители, добившиеся кратковременного коммерческого успеха, внесли свой вклад в развитие саншайн-попа . В 2011 году рецензент из A.V. Club Ноэль Мюррей утверждал, что записи Филлипса и Уилсона приобрели такой культурный статус, «что сегодня их сложно воспринимать как часть какого-либо тренда», в отличие от менее успешных работ продюсера, автора песен и исполнителя Курта Беттчера того же периода.

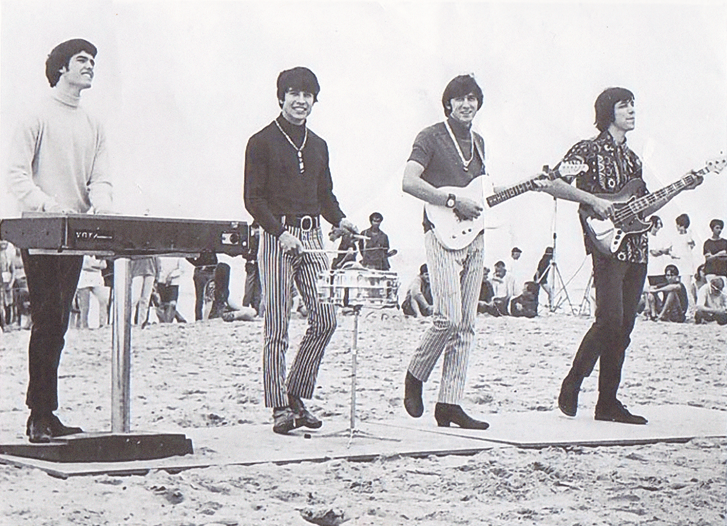
Саншайн-поп был придуман в 1990-х годах для обозначения ряда поп-групп 1960-х годов, многие из названий которых отсылают к фруктам, цветам или «космическим» концепциям, таким как The Yellow Balloon (на фото) и The 5th Dimension.

Саншайн-поп, который изначально относили к софт-року и софт-попу, в основном включает в себя звучание, похожее на Beach Boys, The Mamas & the Papas и The 5th Dimension. Этот термин был придуман ретроспективно — по аналогии с другими жанровыми лейблами, такими как фрикбит, северный соул и гаражный панк — в связи с солнечным климатом Калифорнии и завоевал популярность среди историков музыки и коллекционеров спустя долгое время после 1960-х годов. Писатель Кингсли Эбботт в своей статье, опубликованной в сентябре 1997 года, приписывает авторство этого термина редактору журнала Record Collector Питеру Доггетту, хотя фраза «саншайн-поп в стиле Лос-Анджелеса» ранее встречалась в книге Вернона Джойнсона «Fuzz, Acid and Flowers» 1993 года.
Границы жанра остаются размытыми отчасти из-за того, что современные исполнители не относят себя к саншайн-попу. Многие группы экспериментировали с разными стилями, включая фолк-рок, бабблгам-поп, гаражный рок и психоделию. Помимо того, что во время своего зарождения жанр не привлекал особого внимания критиков, многие группы просуществовали недолго, адаптируясь к меняющимся музыкальным тенденциям. Другие рок-/поп-группы, которые обычно не ассоциируются с этим жанром, иногда выпускали синглы или альбомы в стиле саншайн-поп. Согласно интерпретации критериев жанра, в статье AllMusic про саншайн-поп она описывается как «мейнстримный поп-стиль», характеризующийся «богатым гармоничным вокалом», «пышными оркестровками» и оптимистичным настроем. Музыкальный критик Ричи Унтербергер определил этот жанр как «самый до смешного оптимистичное и коммерческое ответвление фолк-рока, которое только можно себе представить», добавив, что этот стиль «был не столько фолк-роком, сколько поп-музыкой под влиянием фолк-рока, иногда очень похожей на лёгкую музыку в стиле The Mamas & the Papas, например Spanky and Our Gang». Автор Дэвид Ховард характеризует «софт-поп» как «гармоничный, слегка психоделический жанр вокальной музыки», который модернизировал «традиционный поп-вокал с помощью модных текстов, лёгких гармоний и искромётного стиля продюсирования».
Исполнители этого жанра обычно заимствовали элементы из easy listening, коммерческих джинглов и контркультурных тем, часто противопоставляя идиллические образы едва заметному осознанию социальных изменений, и выбирали названия, связанные с фруктами, цветами или «космическими концепциями». Хотя они иногда включали в свои песни элементы психоделии, в целом они избегали явных отсылок к наркотикам, вместо этого опираясь на то, что в AllMusic назвали «причудливыми» и «тёплыми» аспектами психоделической поп-музыки. Стилистически саншайн-поп также перекликается с барокко-поп-музыкой, фолк-поп-музыкой и поп-музыкой в стиле Brill Building. Автор и музыкант Боб Стэнли, который считает саншайн-поп ранним вариантом софт-рока, описывает этот жанр как развивающийся на основе прогрессивной «инструментализации», «музыкальной сложности» и ниспровержения рок-традиций, примером чего служат альбомы Pet Sounds группы Beach Boys (1966 г.) и Sgt. Pepper's Lonely Hearts Club Band группы The Beatles (1967 г.). Стэнли также связывает увлечение жанра экзотическими аранжировками и нестандартными сочетаниями инструментов с творчеством Берта Бакарака и Хэла Дэвида.

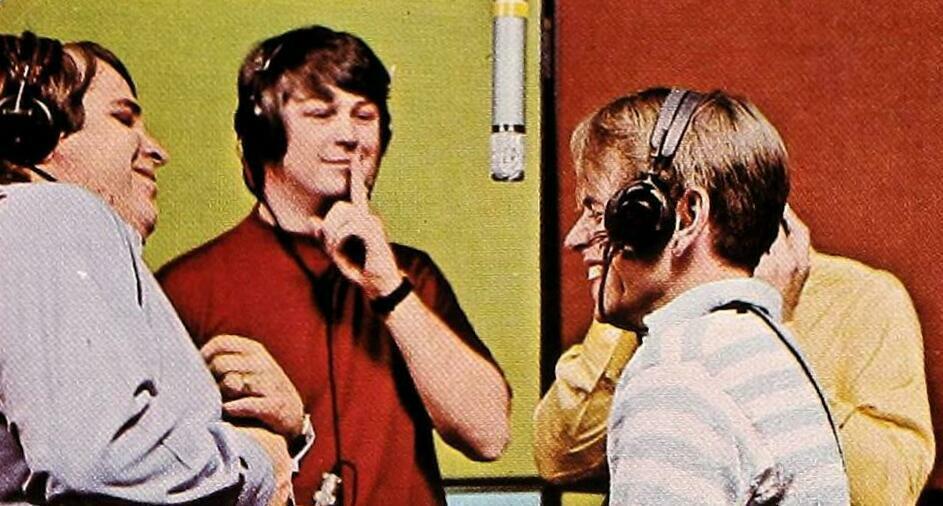
Группа The Beach Boys записывает альбом Pet Sounds в начале 1966 года. Хотя продюсерские методы Брайана Уилсона оказали ключевое влияние на продюсеров в стиле саншайн-поп, звучание группы во многом отличалось от этого жанра.

По мнению автора вышеупомянутой статьи про данный жанр на AllMusic, к «звёздным» исполнителям в стиле саншайн-поп относились, в частности, Beach Boys в период Pet Sounds, The Association и The Mamas & the Papas, а более поздние переоценки привлекли внимание к менее известным группам, таким как Sagittarius, The Yellow Balloon и The Millennium. Хотя продюсерские методы Уилсона существенно повлияли на дальнейшее развитие саншайн-попа, творчество Beach Boys во многом отличалось от основных характеристик жанра. Мюррей утверждает, что Филлипс в большей степени, чем Уилсон, «практически создал концепцию саншайн-попа, в котором почти не было непродажной странности Уилсона». Ховард считает, что этот жанр восходит к Беттчеру и его сотрудничеству с Гэри Ашером, особенно к переосмыслению Беттчером «калифорнийского солнечного звучания», изначально сформулированного Уилсоном и Терри Мелчером.
С тех пор в сборниках и ретроспективах стали появляться антологии произведений этого жанра, хотя некоторые записи встречаются в разных коллекциях бабблгам-попа. Мюррей считал, что, несмотря на внешнее сходство с бабблгам-попом, повторяющиеся структуры и поверхностные темы последнего контрастируют с «эмоциональным богатством» «лучших» образцов саншайн-попа. В книге «Bubblegum Music Is the Naked Truth» (2001 г.) автор Крис Дэвидсон пишет, что «самый ослепительный саншайн-поп соответствует энергичности бабблгама», хотя «там, где бабблгам говорит: „I got love in my tummy“, саншайн-поп восклицает: „I love the flower girl“».

## Формирующие действия и коммерческий прорыв

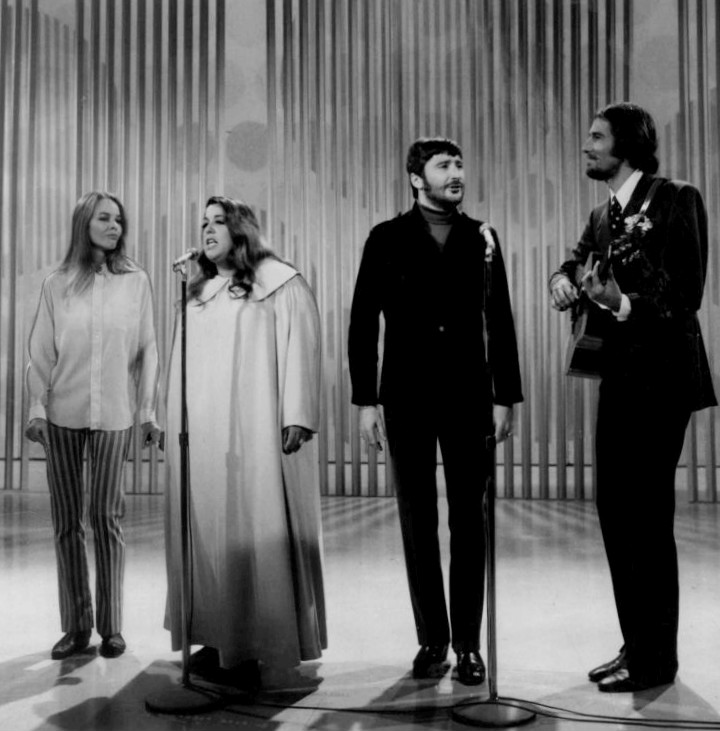
The Mamas and the Papas (на фото во время телевизионного выступления 1968 года) оказали формирующее влияние на ранний софт-рок и послужили образцом для easy listening в стиле саншайн-поп.

Группа The Mamas and the Papas появилась в нью-йоркском районе Гринвич-Виллидж в начале 1966 года с песней «California Dreamin’» (декабрь 1965 года). В том же году группа выпустила три трансатлантических хита: «California Dreamin’» (4-е место), «Monday, Monday» (1-е место) и «I Saw Her Again» (5-е место). Их дебютный альбом If You Can Believe Your Eyes and Ears, спродюсированный Лу Адлером, сочетал в себе студенческие хоровые традиции и современную контркультурную эстетику. Стэнли назвал группу «вождями софт-рока» с «чрезвычайно влиятельным» музыкальным стилем, который позже переняли исполнители в стиле саншайн-поп, такие как The 5th Dimension («которые добавили немного соул-музыки»), The Millennium («немного больше рока») и The Free Design («немного больше джаза»).

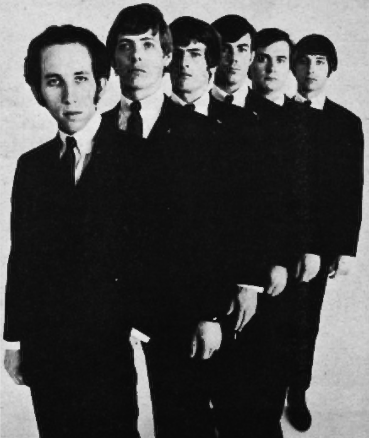
The Association (на фото в рекламном ролике 1966 года) были одной из нескольких групп в стиле саншайн-поп, спродюсированных Куртом Беттчером. Их звучание сочетало в себе влияние фолка и прогрессивного джаза.

Курт Беттчер, уроженец Миннесоты, переехал в Лос-Анджелес в середине 1960-х годов, имея за плечами опыт работы с традиционной фолк-музыкой. По словам Ховарда, он был «ключевой фигурой в дальнейшем развитии калифорнийского звучания», из которого зародился саншайн-поп. Беттчер стал востребованным продюсером таких групп, как The Association, для которой он спродюсировал синглы 1966 года «Along Comes Mary» (март) и «Cherish» (август), последний из которых в сентябре в течение трёх недель возглавлял Billboard Hot 100. Автор Доменик Прайор называет песни «Along Comes Mary» и «Cherish» «определяющими для стиля саншайн-поп» благодаря сочетанию прогрессивного джаза Стэна Кентона, переосмысления традиционного фолка группой The Byrds и джазовых вокальных аранжировок The Beach Boys. По словам Говарда, успех этих синглов закрепил за The Association «статус одного из главных поставщиков того, что было названо „софт-поп-музыкой“», звучание которой «быстро стало неотъемлемой частью AM-радио и решительным противоядием от жёсткого и тяжёлого направления, в котором рок развивался на FM». Говард также приписывает Беттчеру заслугу в том, что он перенаправил развитие калифорнийского саунда в «саншайн-поп-русло».
Стэнли выделяет Беттчера, а также Рэнди Ньюмана и Ван Дайка Паркса как авторов, сформировавших стиль софт-рок, которые «обладали глубоким пониманием Great American Songbook и зачастую отличались острым чувством юмора». Дебютный сингл Паркса «Come to the Sunshine», записанный в начале 1966 года и выпущенный в сентябре того же года, предшествовал появлению таких песен на солнечную тематику, как «Sunshine Superman» Донована (июль) и «Good Day Sunshine» The Beatles (август). Многие известные продюсеры из Лос-Анджелеса подражали оркестровкам Beach Boys после выхода их альбома Pet Sounds в мае 1966 года, хотя, по словам Мюррея, дальнейшее сотрудничество группы с жанром саншайн-поп в таких синглах, как «Good Vibrations» (октябрь 1966 года) и «Heroes and Villains» (июль 1967 года), ограничивалось «духом звучания».

## Распространение и развитие

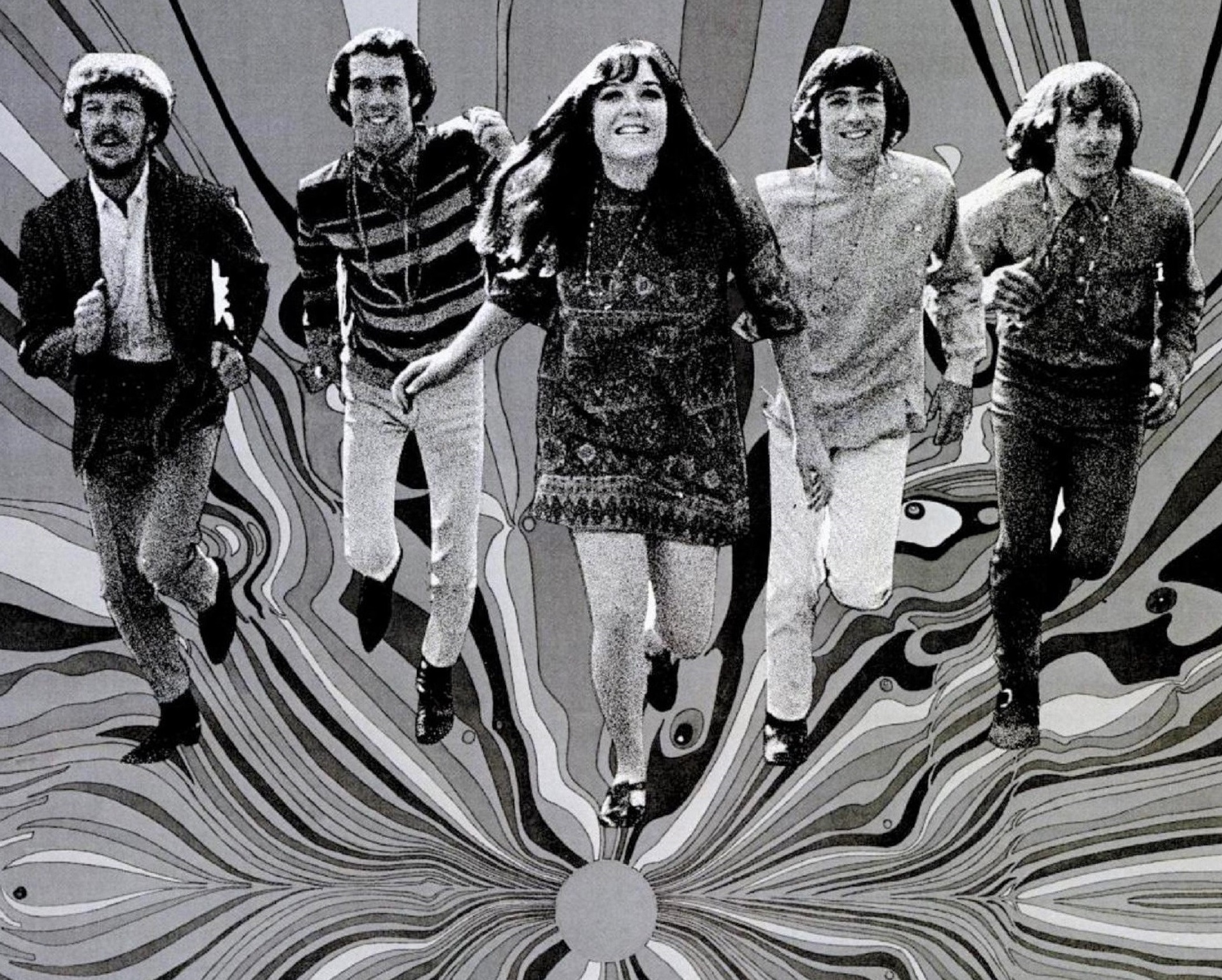
The Sunshine Company (на фото в рекламе 1967 года), изначально фолк-рок-группа, была одной из многочисленных лос-анджелесских групп, исполнявших саншайн-поп, написанный сторонними авторами песен.

После успеха групп The Mamas & the Papas и The Association в 1966 году появилось множество исполнителей в стиле софт-поп, в том числе The Cyrkle, Harpers Bizarre, Spanky & Our Gang и The 5th Dimension. По словам Унтербергера, после распада многих «ведущих фолк-поп-рок-групп» образовался вакуум, «который заполнила целая бригада исполнителей в стиле саншайн-поп, в основном из Южной Калифорнии».
Саншайн-поп пронизывал поп-культуру конца 1960-х годов, и Priore приводил примеры, в том числе рекламный джингл The Turtles 1967 года выпуска «Pepsi», ассоциативную группу, звучащую в сцене из фильма «Бог любви?» 1969 года, и тематические песни для телевизионных программ «To Tell the Truth» и «Nanny and the Professor». The Yellow Balloon и The Parade также упоминаются Priore как «два самых преданных саншайн-поп-проекта». Первая группа появилась после того, как автор песен и продюсер Гэри Зекли перезаписал «Yellow Balloon» (1967) — песню, которую изначально пытался записать Дин Торренс из рок-дуэта Jan & Dean. Группа The Parade, созданная продюсером и соавтором Зекли Джерри Риопелем, в 1967 году выпустила хит «Sunshine Girl».
Большинству исполнителей в стиле саншайн-поп было сложно добиться стабильного коммерческого успеха. Исключением была группа The 5th Dimension, которая исполняла песни, написанные Джимми Уэббом и Лорой Ниро. Песня Уэбба «Up, Up and Away», которую Стэнли назвал «новатором софт-рока» (май 1967 года), стала его первым хитом для The 5th Dimension и достигла 7-го места в США. Фолк-рок-группы также добились успеха в чартах, объединив материал, написанный сторонними авторами песен в их репертуар вошли каверы и оригинальные песни, в том числе The Sunshine Company, чей хит Стива Джиллетта «Back on the Street Again» (1967 г.) вошёл в топ-40. Мюррей цитирует их, наряду с Yellow Balloon, как примеры многочисленных групп Лос-Анджелеса, которые возникли в результате сотрудничества профессиональных авторов песен и местных «сценеров», ищущих коммерческие возможности. Сингл Peter, Paul and Mary 1967 года «I Dig Rock and Roll Music» пародировал Донована и группу The Mamas & the Papas и в тот же период добился успеха в чартах.
В то время как лос-анджелесские музыканты, обладавшие значительными ресурсами, создавали амбициозные поп-альбомы, группы из других регионов пытались воспроизвести этот стиль с помощью более ограниченных средств, как, например, группа Free Design из Нью-Йорка. В Испании этот стиль зародился в 1968 году благодаря таким группам, как Pic-Nic, Granada Los Ángeles и Los Iberos. С 1969 по 1970-е годы испанские исполнители, такие как Los Yetis, Solera, Módulos, Nuevos Horizontes и Vainica Doble, способствовали распространению софт-попа местного производства.

## Упадок и последующие стили софт-рока
После успеха The Association Беттчер продолжил активную карьеру, участвуя в совместных проектах и работая в студии. Он создал группу The Ballroom и записал неизданный альбом для Warner Bros. Records прежде чем присоединиться к Columbia Records через Гэри Ашера, продюсера и автора песен, который сыграл ключевую роль в развитии калифорнийского звучания. Их сотрудничество включало работу над экспериментальным поп-проектом Ашера Sagittarius, в то время как Беттчер одновременно организовывал коллектив сессионных музыкантов и авторов песен из Лос-Анджелеса для своей группы The Millennium. Дебютная запись Sagittarius «My World Fell Down», выпущенная в середине 1967 года, с Брюсом Джонстоном, Терри Мелчером и Гленом Кэмпбеллом в качестве ведущих вокалистов, попала в верхнюю часть чарта Billboard Hot 100, хотя и вошла в топ-5 региональных чартов в Сан-Франциско и Чикаго. В перерывах между сессиями звукозаписи для этих двух проектов Беттчер также выступил сопродюсером дебютного альбома миссисипской фолк-группы Eternity’s Children 1968 года вместе с Китом Олсеном, чей сингл «Mrs. Bluebird» добился скромного успеха в чартах.
В 1968 году многие музыканты и авторы песен перешли к более тяжёлым и продолжительным рок-композициям, в то время как другие, такие как Left Banke и The Zombies, придерживались более мягкого подхода, отличного от преобладающих тенденций. По словам Стэнли, «серьёзность — элемент поп-музыки, который периодически проявлялся <…>, теперь превзошёл всё остальное». К тому времени группа Beach Boys столкнулась с резким коммерческим спадом, который продолжился и после того, как они стали придерживаться стиля, более близкого к современным им успешным саншайн-поп-исполнителям, на которых они оказали влияние, что было продемонстрировано в альбоме Friends  (июнь 1968 года). В июле Columbia выпустила Present Tense Sagittarius и Begin The Millennium, дорогостоящие постановки, которые не смогли добиться массового успеха на фоне растущего предпочтения более тяжелого рока, что уменьшило известность Беттчера и Ашера в индустрии. Несмотря на то, что в конце 1960-х годов творчество Беттчера не имело большого коммерческого успеха, в конечном счёте его записи стали одними из самых популярных на рынке коллекционных пластинок.
Софт-рок просуществовал до 1970-х годов, но всё больше отдалялся от рок-музыки, ориентированной на альбомы, и прогрессивного музыкального развития. Подходы, продемонстрированные в альбомах Pet Sounds, Sgt. Pepper и в расширенной поп-песне Уэбба «MacArthur’s Park» (1968 г.), по бо́льшей части были отвергнуты, поскольку самодостаточность авторского стиля и отказ от оркестровых аранжировок стали художественными ожиданиями широкого круга молодых слушателей. Стэнли описывает то, что он называет «новой школой софт-рока», олицетворением которой является певец и автор песен Гарри Нилсон, как «учёное, увлекательное, супер-мелодичное и такое же любящее Бродвей и выпивку, как <…> Beach Boys и Beatles». Уэбб добился ещё большего успеха с хитами, написанными для Ричарда Харриса («MacArthur Park») и Глена Кэмпбелла, в 1969 году, после чего в его карьере наступил период более сдержанного подхода к написанию песен.
The Carpenters стали культовой группой в стиле софт-рок в начале 1970-х годов, добившись успеха с песнями, написанными такими авторами, как Пол Уильямс, Бакарак и Леон Расселл. Альбом Fleetwood Mac Rumours 1977 года стал популярным на американском радио, закрепив новую форму софт-рока, которая, по словам Стэнли, ещё больше отдалилась от «ба-ба-баса предшественников из шестидесятых».

## Возрождение 1990-х, «Сибуя-кей», сборники и переиздания

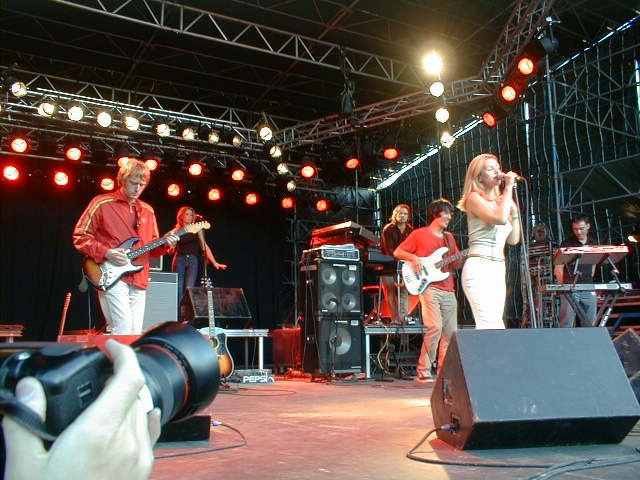
Saint Etienne (на фото), The High Llamas, Wondermints, Pizzicato Five и Flipper's Guitar были одними из тех музыкальных коллективов, которые возродили интерес к саншайн-поп после 1990-х годов.

Крупные рок-критики 1960-х годов практически не обращали внимания на многих исполнителей, которых позже стали ассоциировать с саншайн-поп-музыкой, что способствовало её первоначальной безвестности. Мюррей отмечает, что, хотя критики иногда хвалили Beach Boys, они часто пренебрежительно отзывались о таких группах, как The Mamas & the Papas и The Association, «хотя эти группы и многие их коллеги по жанру саншайн-поп были по-своему такими же новаторскими и выдающимися, как Брайан Уилсон». В 1990-х годах возродился интерес к софт-попу благодаря таким группам, как Saint Etienne (сооснователем которой был Стэнли), The High Llamas и Wondermints, а также коллекционерам пластинок и критикам, которые по-новому оценили стиль, ныне именуемый как саншайн-поп.
Культура коллекционирования записей в стиле «саншайн-поп» зародилась в Японии в начале 1990-х годов. В то же время в токийском районе Сибуя возникло недолговечное музыкальное движение, стремившееся возродить некоторые аспекты этого жанра. Такие группы, как Pizzicato Five и Flipper’s Guitar, стали ведущими представителями стиля «сибуя-кэй» (с яп. — «渋谷系»), а группа Roger Nichols & the Small Circle of Friends, исполнявшая саншайн-поп, оказала на них наибольшее влияние. Вобрав в себя элементы современной электронной музыки, это движение сохранило оптимистичные черты калифорнийской поп-музыки 1960-х годов. Параллельно развивались международные направления, такие группы, как Stereolab и Broadcast, пытались найти аналогичные стилистические сочетания. Эббот предполагает, что восприимчивость Японии к саншайн-попу частично обусловлена совместимостью её более мягких вокальных стилей с японскими языковыми интонациями, а также давним знакомством страны с традициями американской вокальной гармонии с начала 1960-х годов.
По мере того как в кругах любителей инди-рока росла популярность саншайн-поп-музыки, такие звукозаписывающие лейблы, как Collector’s Choice и Sundazed Records, стали играть важную роль в переиздании малоизвестных записей в стиле саншайн-поп. В 2004 году лейбл Rhino Records Inc. выпустил сборник с участием разных исполнителей — Come to the Sunshine: Soft Pop Nuggets from the WEA Vaults, которую Мюррей назвал «хорошим началом для слушателей». К 2008 году были выпущены следующие сборники: Sunshine Days (Varèse Sarabande) в США, состоящий из пяти частей; Ripples (Sequel/Sanctuary) в Великобритании, состоящий из восьми частей; The Melody Goes On (M&M) в Японии, выпущенный в двух частях; и The Get Easy Sunshine Pop Collection (Universal/Boutique) в Германии.